# 尾登站
尾登站（日语：／ Onobori eki */?）是位於福島縣耶麻郡西會津町登世島字尾登，東日本旅客鐵道（JR東日本）的磐越西線車站。

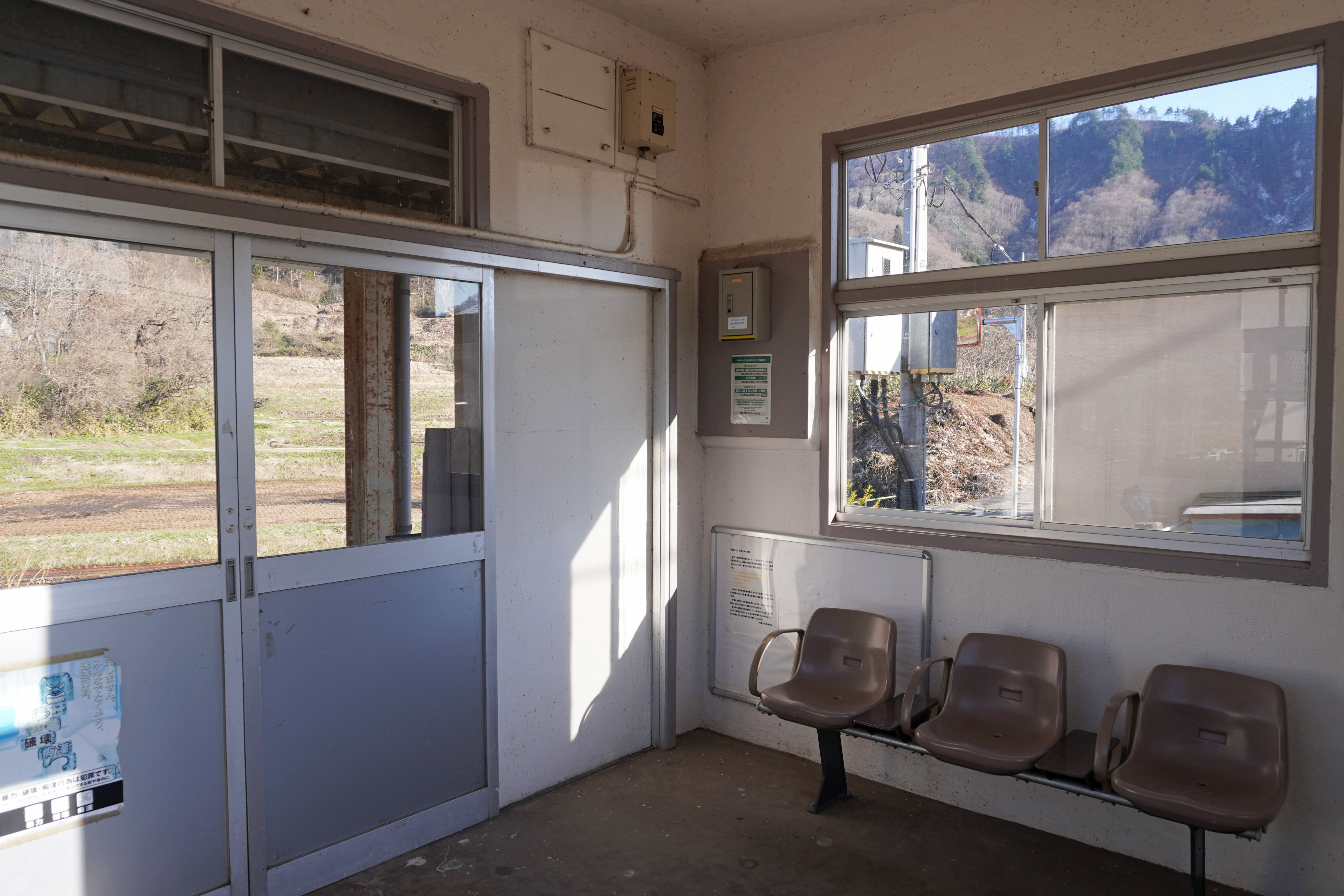
車站內部(2023年4月)

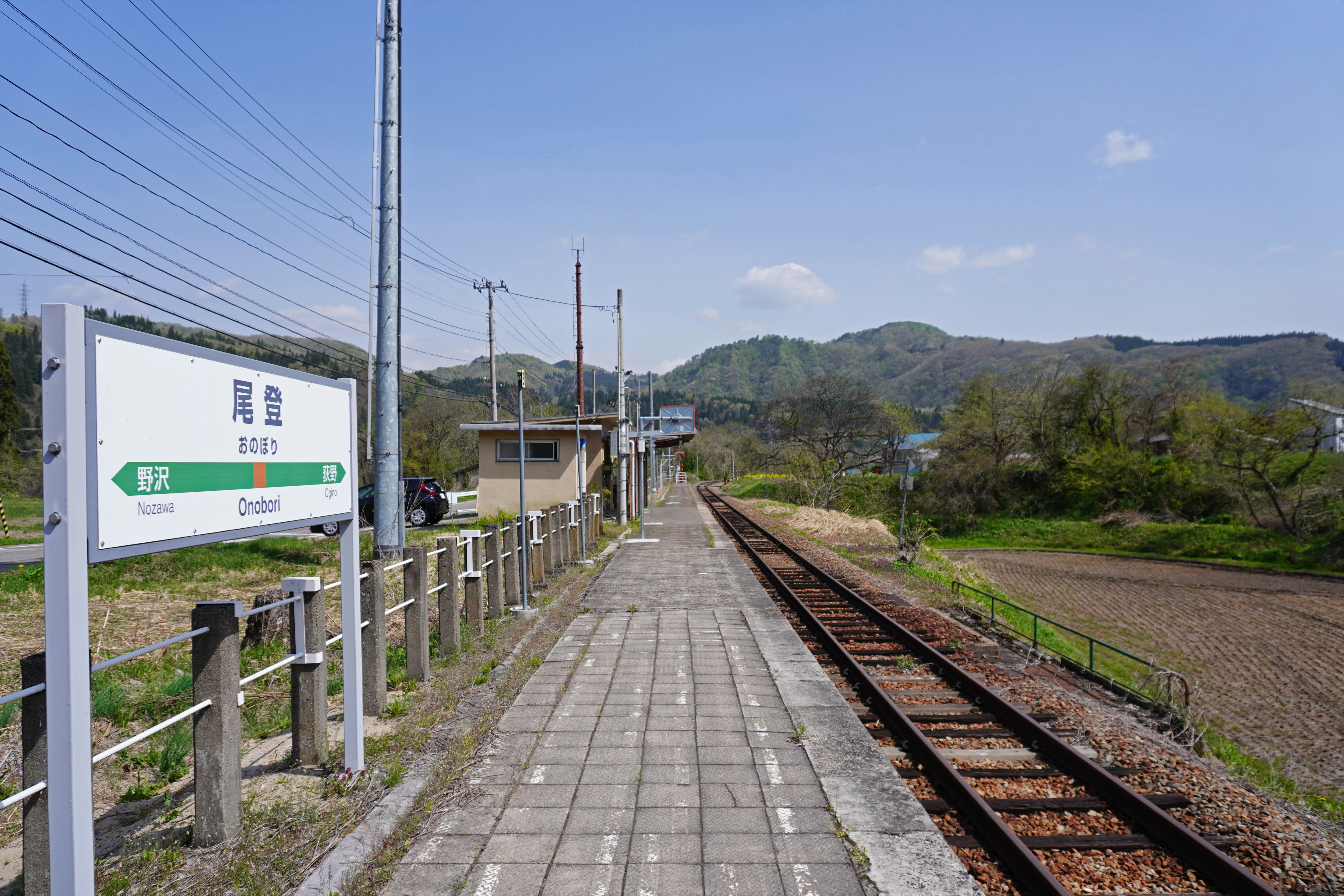
月台(2023年4月)

## 歷史
- 1955年（昭和30年）10月1日：日本國有鐵道車站啟用。
- 1987年（昭和62年）4月1日：伴隨國鐵分割民營化，車站由東日本旅客鐵道（JR東日本）營運[3]。

## 車站構造
本站是地面車站，設有1面1線的單式月台。本站設有候車室。鄰接候車室設有廁所。而此站是由新津站管理的無人車站。

## 使用狀況
在2004年度的1日平起乘車人次為85人。
| 乘車人員變化 | 乘車人員變化 |
| 年度         | 1日平均人次  |
| ------------ | ------------ |
| 2000         | 14           |
| 2001         | 11           |
| 2002         | 11           |
| 2003         | 11           |
| 2004         | 5            |

## 車站周邊
車站附近設有數間農家的村落。
- 福島縣道16號喜多方西會津線（日语：福島県道16号喜多方西会津線）
- 福島縣道367號新鄉荻野停車場線（日语：福島県道367号新郷荻野停車場線）
- 阿賀川（日语：阿賀川）
- 山鄉水壩

## 相鄰車站
東日本旅客鐵道（JR東日本）
■磐越西線
□快速「阿賀野」
通過
■普通
荻野－尾登－野澤

## 注腳
1. 1 2 3  . 東日本旅客鉄道.   [2014-10-24]. （原始内容存档于2016-03-03） （日语）.
2. 1 2 3 4 5 6  . 週刊JR全駅・全車両基地 (朝日新聞出版). 2013-08-04, (50): 25 （日语）.
3. ↑  『交通年鑑 昭和63年版』 交通協力會，1988年3月。
4. ↑  第120回福島県統計年鑑 （页面存档备份，存于）（日語）

## 外部連結
- 車站資訊（尾登）：東日本旅客鐵道（日語）